# 威廉·西博尔德
威廉·约瑟夫·西博尔德（英語：William Joseph Sebald；1901年11月5日—1980年8月10日），美国驻日本大使、驻缅甸大使、驻澳大利亚大使，还曾是道格拉斯·麦克阿瑟的政治顾问。

## 著作
- 《With MacArthur in Japan: A Personal History of the Occupation》（1965年）